# Мечищевский сельский совет
Мечищевский сельский совет (укр. Мечищівська сільська рада) — входит в состав
Бережанского района
Тернопольской области
Украины.
Административный центр сельского совета находится в 
с. Мечищев.

## Населённые пункты совета
- с. Мечищев
- с. Куты
- с. Надорожнев
- с. Червоное